# Johannes Mentelin
Johannes Mentelin (parfois orthographié Hans, Hein ou Johann et Mentlin ou Mentelein ; en français : Jean Mentel ou Mentels ; en latin : Iohannes Mentelius), né en 1410 à Sélestat en Alsace, alors dans le Saint-Empire romain germanique, et mort le 12 décembre 1478 à Strasbourg, est un imprimeur-typographe allemand du XVe siècle.
Il est connu pour avoir imprimé en 1466 la première Bible en allemand qui fait suite à la version latine réalisée par Johannes Gutenberg à Mayence en 1455. Mettant en application l’invention de ce dernier, Mentelin est le premier à imprimer des livres en Alsace.

## Biographie

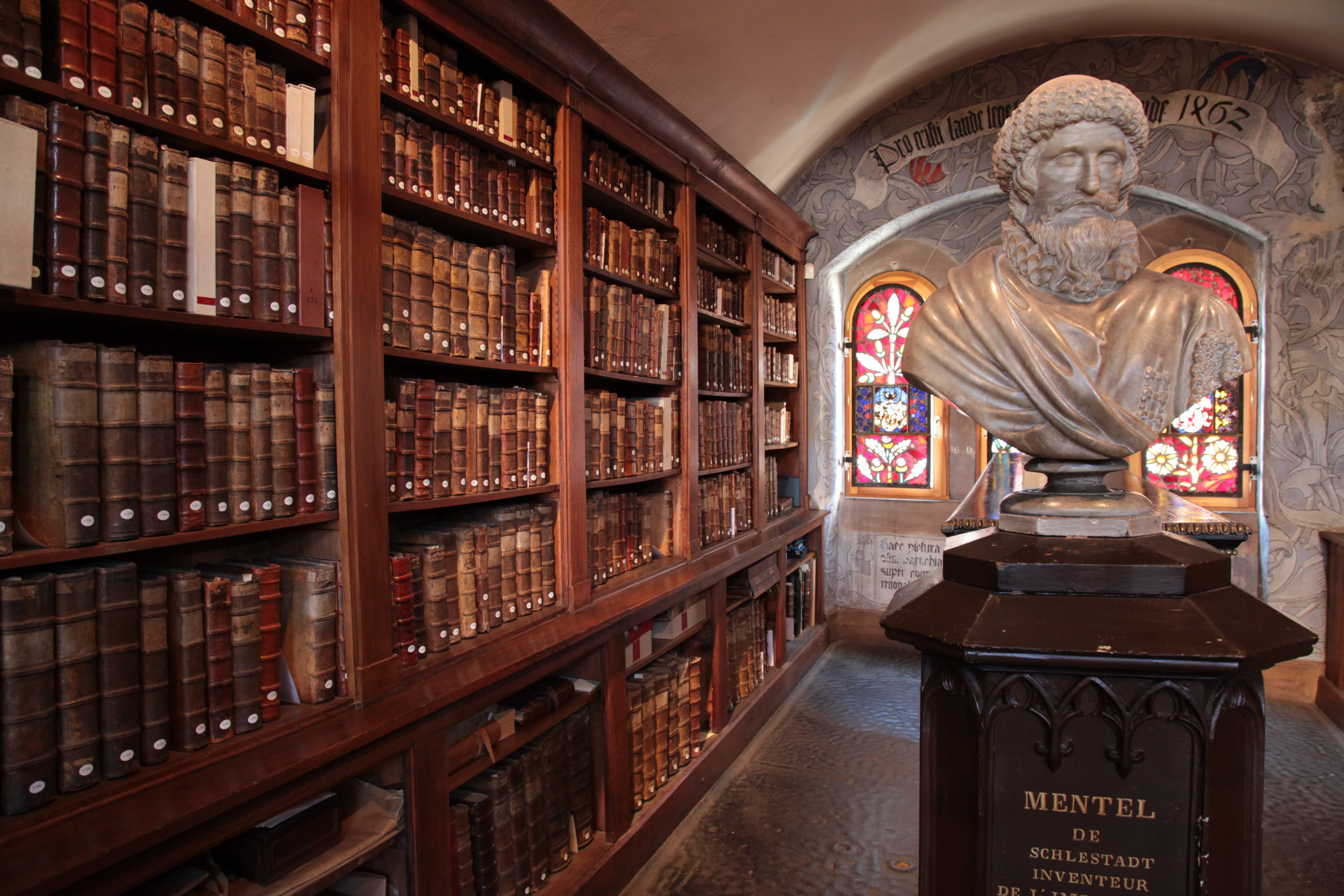
Buste de Johannes Mentelin (Bibliothèque humaniste de Sélestat)

Johannes Mentelin est né vers 1410 au sein d’une famille patricienne de Sélestat, alors ville d’Empire : il est le fils de Nicolaus et d’Elisabeth Mentelin. Après avoir appris le latin et l’enluminure probablement à l’école paroissiale de sa ville natale, il s’installe vers 1440 à Strasbourg où son travail d’enlumineur de manuscrits est remarqué par le prince-évêque Robert de Pfalz-Simmern qui le prend alors à son service comme notaire et enlumineur de l’évêché. Il fait la connaissance d’Heinrich Eggestein, official et garde des sceaux épiscopaux, devant lequel il a dû passer un examen pour accéder aux fonctions notariales. Il acquiert le droit de bourgeoisie pour devenir citoyen de la ville de Strasbourg le 19 avril 1447 puis s’inscrit à la corporation de l’Échasse, à savoir celle des peintres.
Mentelin s’intéresse à l’imprimerie à caractères métalliques mobiles, tout comme Eggestein, et conclut avec ce dernier un accord secret sur leurs ambitions. Tout en poursuivant son activité de notaire, il ouvre un atelier d’imprimerie à Strasbourg vers 1458, dans lequel Eggestein a probablement exercé comme prote avant d'en devenir associé puis de partir pour fonder sa propre officine. En 1460, un premier ouvrage sort des presses de Mentelin : il s’agit du premier volume d’une Bible en latin de quarante-neuf lignes qui paraît à peine cinq ans après celle imprimée par Gutenberg ; le second volume est publié en 1461. Cette réalisation constitue le tout premier livre imprimé en Alsace.
En 1466, l’imprimeur strasbourgeois édite la première Bible en langue allemande qui, durant de nombreuses années, est reprise comme modèle par d’autres imprimeurs : la Bible de Mentelin sera, jusqu’à la parution de la Bible de Luther, réimprimée treize fois dans le sud de l’aire germanique. Le 27 octobre 1466, l’empereur Frédéric III décerne à l’imprimeur des lettres de noblesse l’autorisant à porter comme armoiries celles de Sélestat, sa ville natale : d’argent au lion couronné de gueules.
La première épouse de Johannes Mentelin, prénommée Madeleine et probablement décédée dès 1460, a donné naissance à deux filles qui ont toutes les deux épousé des imprimeurs : Salome devient la femme d’Adolf Rusch vers 1466 ; la seconde fille, dont le prénom est inconnu, se marie avec Martin Schott. Les deux gendres ont sans doute fait leur apprentissage dans l’atelier de Mentelin. Ce dernier épouse en secondes noces Elisabeth von Matzenheim qui lui apporte une dot conséquente, à savoir des biens fonciers, des meubles et une vaisselle en argent. Lorsque celle-ci décède en 1473, Mentelin perd cet apport revenant à sa belle-mère Anne von Matzenheim. Johannes Mentelin décède le 12 décembre 1478 : il est inhumé le lendemain dans la cathédrale de Strasbourg.

## Œuvre
Au cours de sa carrière, Mentelin a imprimé quarante-cinq éditions selon le Gesamtkatalog der Wiegendrucke : il s’agit principalement d’ouvrages théologiques ou consacrés à la littérature et à l’histoire
Vers 1461, il édite un Ars moriendi, puis la Summa secunda secundae partis de Thomas d’Aquin vers 1463. Il publie La Cité de Dieu de saint Augustin cinq ans plus tard, puis en 1470, Fortalitum fidei d’Alfonso de Espina (es) ainsi que les Comœdia de Térence.
En 1473, Mentelin imprime plusieurs œuvres, notamment le Speculum quadruple de Vincent de Beauvais, les Etymologiae d’Isidore de Séville et le Summa de casibus conscientiæ d’Astesanus de Ast (en). En 1476, le Speculum morale sort de ses presses puis paraissent l’année suivante le Parzival de Wolfram von Eschenbach et le Titurel également attribué à ce dernier, ainsi qu’un almanach pour l’année 1477.

## Hommages
L’historien et poète Jacques Wimpheling rend hommage à Mentelin dans son œuvre Epitome rerum germanicarum en 1505.
Un buste apparaît sur la façade de l’immeuble situé au n°5 de la rue de l’Outre à Strasbourg, et un autre se situe au sein de la Bibliothèque humaniste de Sélestat. Une rue et un pont portent le nom de Mentelin dans le quartier strasbourgeois de Koenigshoffen, ainsi qu’un collège à Sélestat.